# Palais de danse
Palais de danse é um filme mudo do gênero drama produzido no Reino Unido e lançado em 1928.